# Centro (Paratinga)
Centro é um bairro do município brasileiro de Paratinga, interior do estado da Bahia. Localiza-se no distrito-sede.
Principal e mais antigo bairro do município, é caracterizado por concentrar alguns dos principais órgãos e cartões-postais de Paratinga, como a Praça 2 de Julho, o Mercado Municipal, a Escola Municipal Borges dos Reis, o antigo Centro Cultural Rio Branco e a Sociedade Filarmônica 13 de Junho, além de vários prédios com influência neobarroca e de art déco. Nele está localizada, também, a sede da prefeitura da cidade.